# Gran Sinagoga de Hrodna
La Gran Sinagoga de Hrodna (en belarús: Вялікая харальная сінагога) està situada a Hrodna, Belarús, data del segle xvi, va ser construïda des de 1576 fins al 1580. Hrodna (en hebreu: גרודנה) és una ciutat de Belarús. Està situada a prop del riu Neman, prop de les fronteres amb Polònia i Lituània. L'antiga sinagoga de fusta del segle xvi es va cremar en un incendi a finals del segle xix, l'actual sinagoga data de l'any 1902. L'any 2012 es va restaurar l'interior del temple i la façana. La ciutat de Hrodna fou ocupada pels nazis durant la Segona Guerra Mundial, a l'interior del temple hi ha un museu de la Xoà.